# Кобозев, Эдуард Иванович
Эдуа́рд Ива́нович Кобозев (13 сентября 1979) — российский футболист, полузащитник.
Воспитанник обнинской футбольной школы, занимался в детско-юношеской спортивной школе «Квант» у Юрия Шуванова. В начале карьеры выступал в третьей лиге за «Обнинск» (1996) и «Индустрию» Боровск (1997). Играл в первом дивизионе за «Газовик-Газпром» Ижевск (1997, 1999—2001, 2003), «Волгарь-Газпром» Астрахань (2002), «Металлург-Кузбасс» Новокузнецк (2004), «КАМАЗ» Набережные Челны (2005—2006), «Терек» Грозный (2006). Во втором дивизионе — за «Динамо» Ижевск (1998), «СОЮЗ-Газпром» Ижевск (2007—2010), «Металлург-Кузбасс» (2011), «Зенит-Ижевск» (2011—2012). В 2002 году провёл девять игр, забил один гол в составе дубля московского «Локомотива». В 2012 году играл в чемпионате Татарстана за «ДЮСШ-Спутник» Агрыз.